# Kami Garcia
Œuvres principales
- Série Sublimes Créatures

Kami Garcia, née le 25 mars 1972 à Washington, est une écrivaine américaine de fantasy et de science-fiction.

## Biographie
Kami Garcia a grandi dans la région de Washington, DC, mais réside actuellement à Los Angeles en Californie. Elle a enseigné dans la région de Washington jusqu'à ce qu'elle déménage à Los Angeles. En plus de l'enseignement, elle était une artiste professionnelle. Elle vit toujours à Los Angeles avec son mari, son fils et sa fille.
Elle est co-auteure, avec son amie Margaret Stohl de la série de livres Caster Chronicles, qui commence avec Beautiful Creatures. 
La série, qui est actuellement composée de quatre livres et une novella est généralement classée comme roman de fantasy contemporain pour jeune adulte, avec un intérêt particulier pour les adolescents. Se déroulant dans la petite ville fictive de Gatlin en Caroline du Sud dans le sud des États-Unis, l'histoire porte sur un groupe d'habitants de la ville, des amis, des sorcières (appelé "Casters" dans les livres), et de nombreuses autres créatures magiques.
Le premier livre, Beautiful Creatures atteint le statut de best-seller international et est sur la liste Best Seller du La New York Times. 
Il a été publié dans 39 pays et traduits en 28 langues. Il a été adapté dans le film de 2013 Beautiful Creatures,.

## Œuvres

### SérieSublimes Créatures
1. 16 lunes, Hachette Jeunesse, coll. « Black Moon », 2010 ((en) Beautiful Creatures, 2009)  (ISBN 978-2-01-201822-8)
2. 17 lunes, Hachette Jeunesse, coll. « Black Moon », 2010 ((en) Beautiful Darkness, 2010)  (ISBN 978-2-01-201831-0)
3. 18 lunes, Hachette Jeunesse, coll. « Black Moon », 2011 ((en) Beautiful Chaos, 2011)  (ISBN 978-2-01-202120-4)
4. 19 lunes, Hachette Jeunesse, coll. « Black Moon », 2012 ((en) Beautiful Redemption, 2012)  (ISBN 978-2-01-202355-0)

- (en) Dream Dark, 2011[3]

### SérieDangereuses Créatures
1. Dangerous Dream, 2013Écrit avec Margaret Stohl. Nouvelle[4]
2. Dangereuses créatures, Hachette Romans, 2014 (Dangerous Creatures, 2014  (ISBN 978-0-316-37031-8)), trad. Luc Rigoureau, 414 p.  (ISBN 9782012042315)Écrit avec Margaret Stohl.
3. Dangereuses trahison, Hachette Romans, 2015 (Dangerous Deception, 2015), trad. Luc Rigoureau, 304 p.  (ISBN 9782012042322)Écrit avec Margaret Stohl.

### SérieLa Légion de la Colombe Noire
1. La Légion de la Colombe Noire - Tome 1, Hachette Jeunesse, coll. « Black Moon », 2014 ((en) Unbreakable, Little, Brown Books for Young Readers, 2013)  (ISBN 978-2-01-203538-6)
2. La Légion de la Colombe Noire - Tome 2, Hachette Jeunesse, coll. « Black Moon », 2015 ((en) Unmarked, Little, Brown Books for Young Readers, 2014)  (ISBN 978-2-01-203539-3)

### Nouvelles
- Red Run, publiée dans CEnthralled: Paranormal Diversions 2011  (ISBN 978-0-062-01579-2)[5]

## Distinctions
- Prix Bram Stoker du meilleur roman pour jeunes adultes